# Christian Carl Westphal

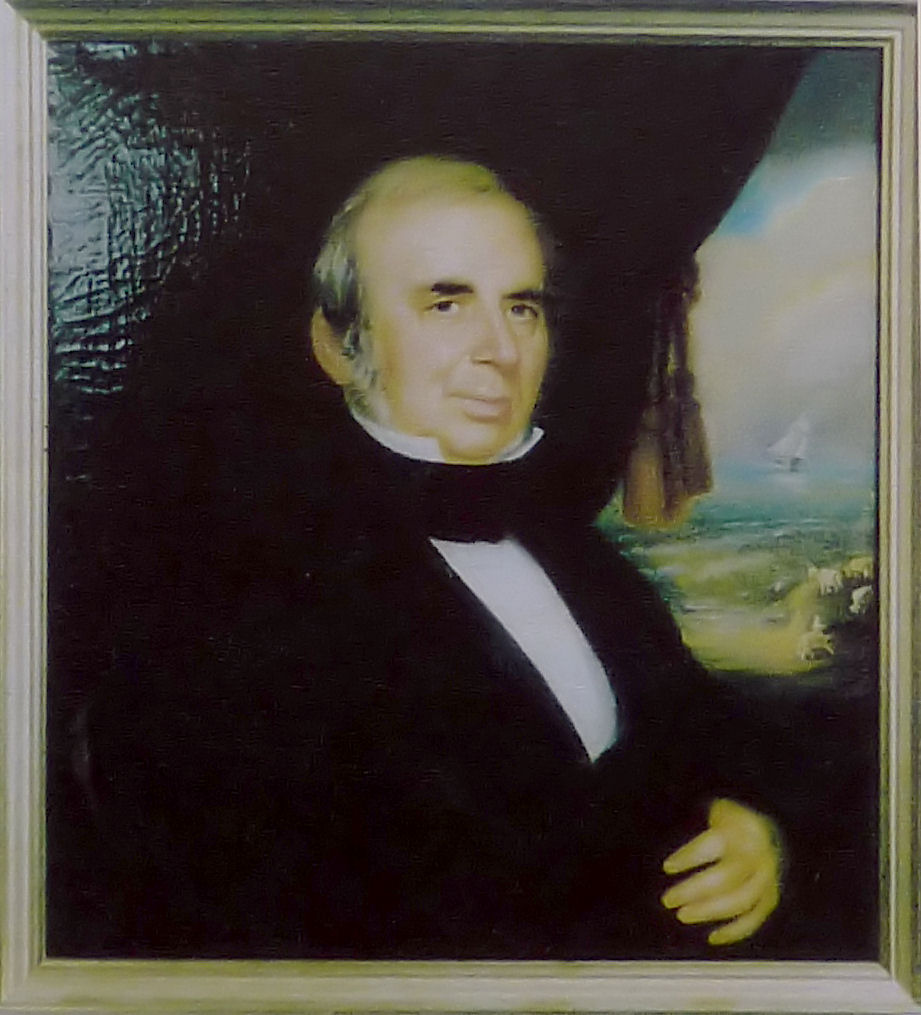
Ölportrait Christian Carl Westphal, Gemälde von F. Noelle, 1851

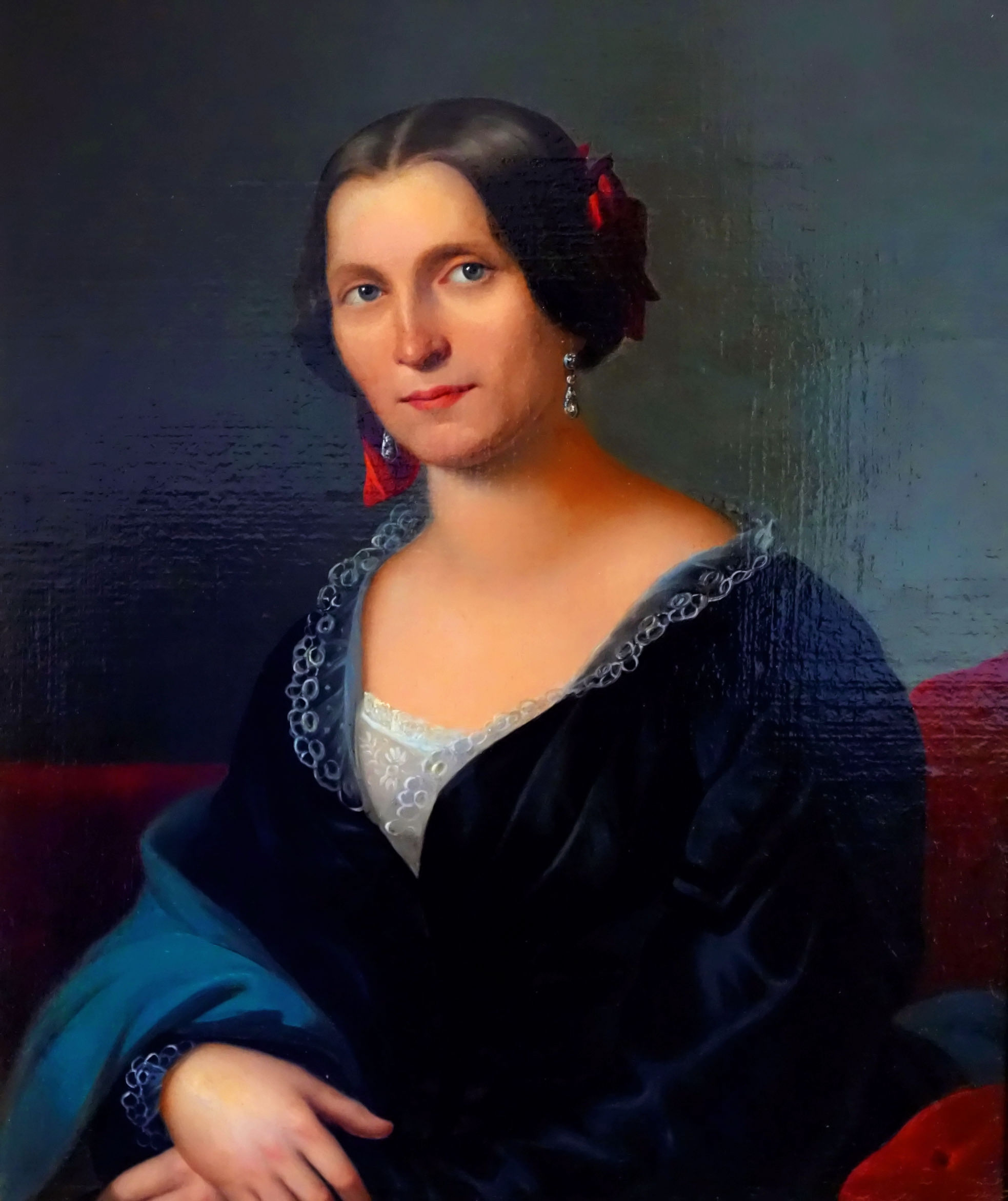
Emilie Eleonore Dorothee Westphal (1807–1877), Ehefrau von C.Westphal, Gemälde von Ferdinand Flor 1846

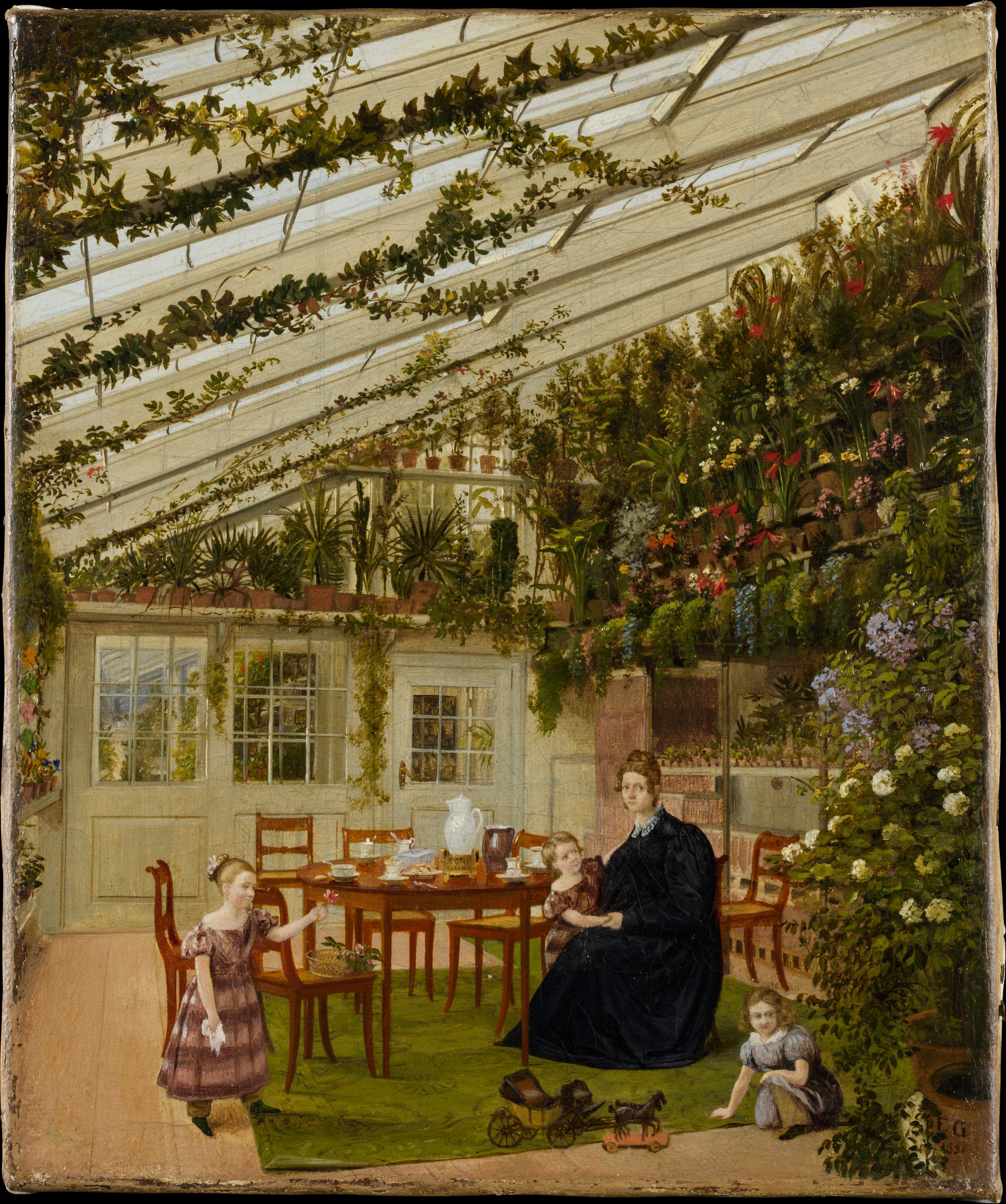
Westphals Ehefrau und drei Kinder in ihrem Wintergarten, Zimmerbild von Eduard Gaertner, 1836

Christian Carl Westphal (* 23. Dezember 1783 in Elsdorf bei Köthen; † 16. April 1860 in Berlin) war ein preußischer Kaufmann und Kommerzienrat.

## Leben
Christian Carl Westphal war in Berlin Eigentümer eines Miethauses unweit der Zuckersiederei Schickler in der Alexanderstraße 22. Sein Haus war ein größeres Miethaus; die beiden Seitenflügel dienten ausschließlich geschäftlichen Zwecken. Ein etwa 7500 m² großer Garten mit mehreren Gewächshäusern ergänzte den Komplex. Seine Gewächshäuser, besonders die für Weintrauben und Azaleen, waren weitbekannt, und aus allen Gegenden kamen Besucher, um sie zu besichtigen. Westphal vermietete sein Haus unter anderem an den Maler Eduard Gaertner, der das Haus über vier Jahre als Wohnsitz eingetragen hatte. Er zog 1835 in die Alexanderstraße 22, das zu dieser Zeit acht weitere Mietparteien beherbergte, unter anderem Heinrich Andreas de Cuvry und auch einen Teil der Königlich Preußischen Seehandlung. Gaertner notierte am 24. November 1834 in seinen Notizen: „...bei Hr Westphal / wegen Logis das nähere besprochen...“
Westphal galt als ein großer Unterstützer der preußischen Kunstwelt. So stellte er Eduard Gaertner ein Atelier in seinem Haus zur Verfügung. In dieser Zeit schuf der Künstler zahlreiche Berlin-Ansichten. Westphal beauftragte Gaertner mehrfach, unter anderem entstand so die Straßenansicht seines Miethauses mit Hofanlage, die Porträts der Familie Westphal im Wintergarten und ein derzeit verschollenes Gemälde, auf denen auch Christian Carl Westphal in seinem Gewächshaus zu sehen war.
Im Schreibkalender von Eduard Gaertner vom 28. März 1836 ist hierzu zu lesen: „Den Herrn Westphal in seinen Treibhäusern / gemalt“, und weiter am 29. März 1836: „Den jungen Westphal gemalt.“ Am 7. April hält Gaertner noch eine weitere Notiz fest: „Die kleine Westphals in die / Treibhäuser gesetzt“. Am 6. Juli 1836 schrieb Gaertner in seine Aufzeichnungen: „Das kleine Bild für Hr Westphal / eine Ansicht seines Hauses angefangen“. Von dieser Straßenansicht des Hauses Westphals in der Alexanderstraße 22 gibt es nachweislich zwei Ansichten. Auf Gaertners Bild der Alexanderstraße ist die Familie Westphal in ihrer Kutsche abgebildet, links davor findet sich Westphals Sohn aus erster Ehe Carl Friedrich Heinrich Westphal.

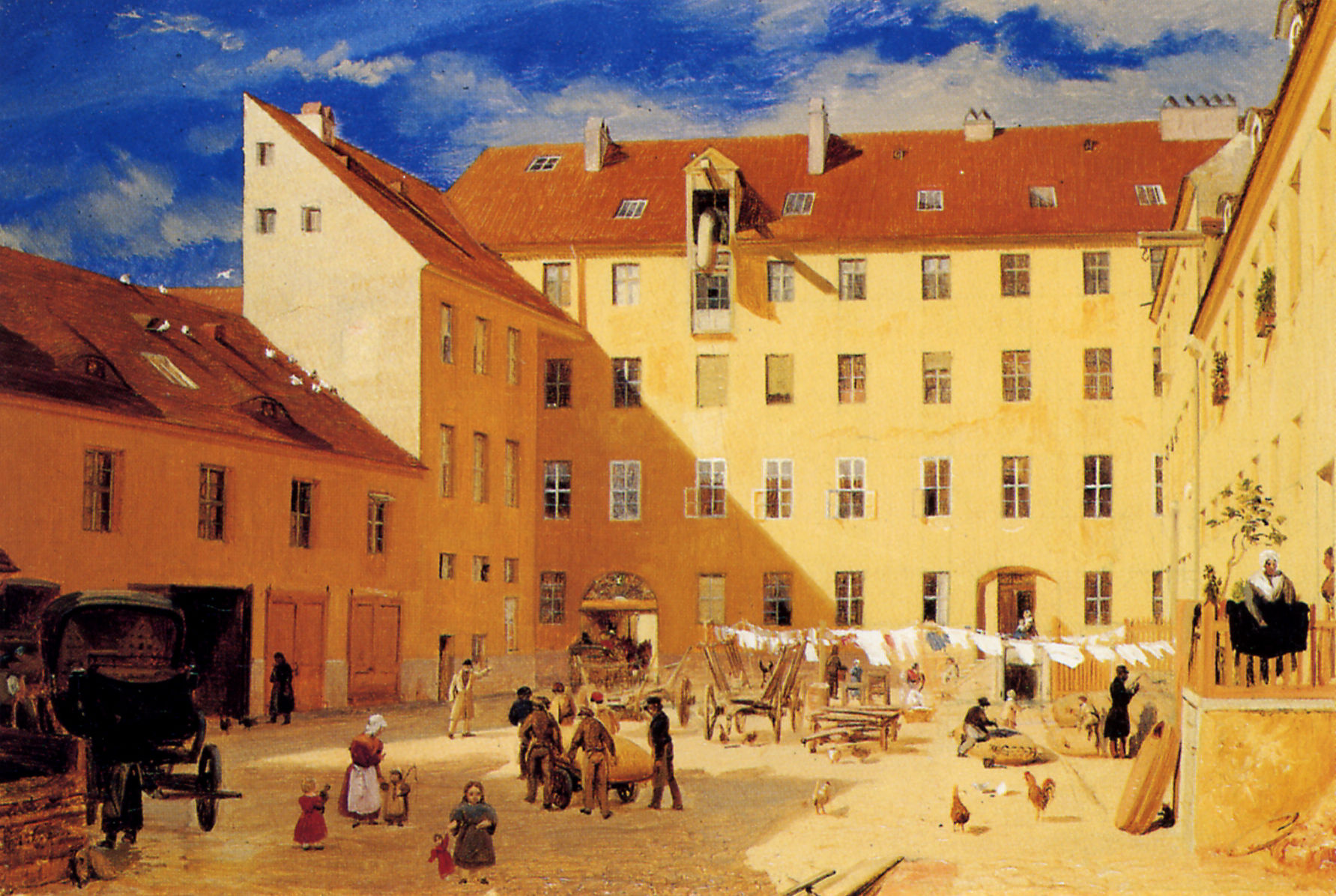
Hof des Hauses Alexanderstraße 22, 1836, Öl auf Leinwand, Eduard Gaertner

Eduard Gartner hat eine weitere Ansicht der Alexanderstraße 22 angefertigt. Das Bild zeigt den Hof des Hauses der Alexanderstrasse 22. Das Hofbild hät drei Kinder der Westphals fest, die mit ihrer Kinderfrau spielen, rechts davon ein Beamter der Preußischen Seehandlung, die ebenfalls Mieter von Christian Carl Westphal in der Alexanderstraße 22 war. Westphal lagerte in der Alexanderstraße teilweise Wolle zum Sortieren. Es handelte sich daher bei dem abgebildeten Beamten mit hoher Wahrscheinlichkeit um einen Kontrolleur der Seehandlung.
Fotografien der Werke wurden erstmals 1931 von Walter Lampson, einem der Enkel der Westphals, dem Märkischen Museum zur Verfügung gestellt. Lampson ist direkter Nachfahre der Linie Westphal und Sohn von Maria Dorothee Adelaide Lampson, geborene Westphal, die älteste Tochter auf dem Gewächshaus-Gemälde von Eduard Gaertner.

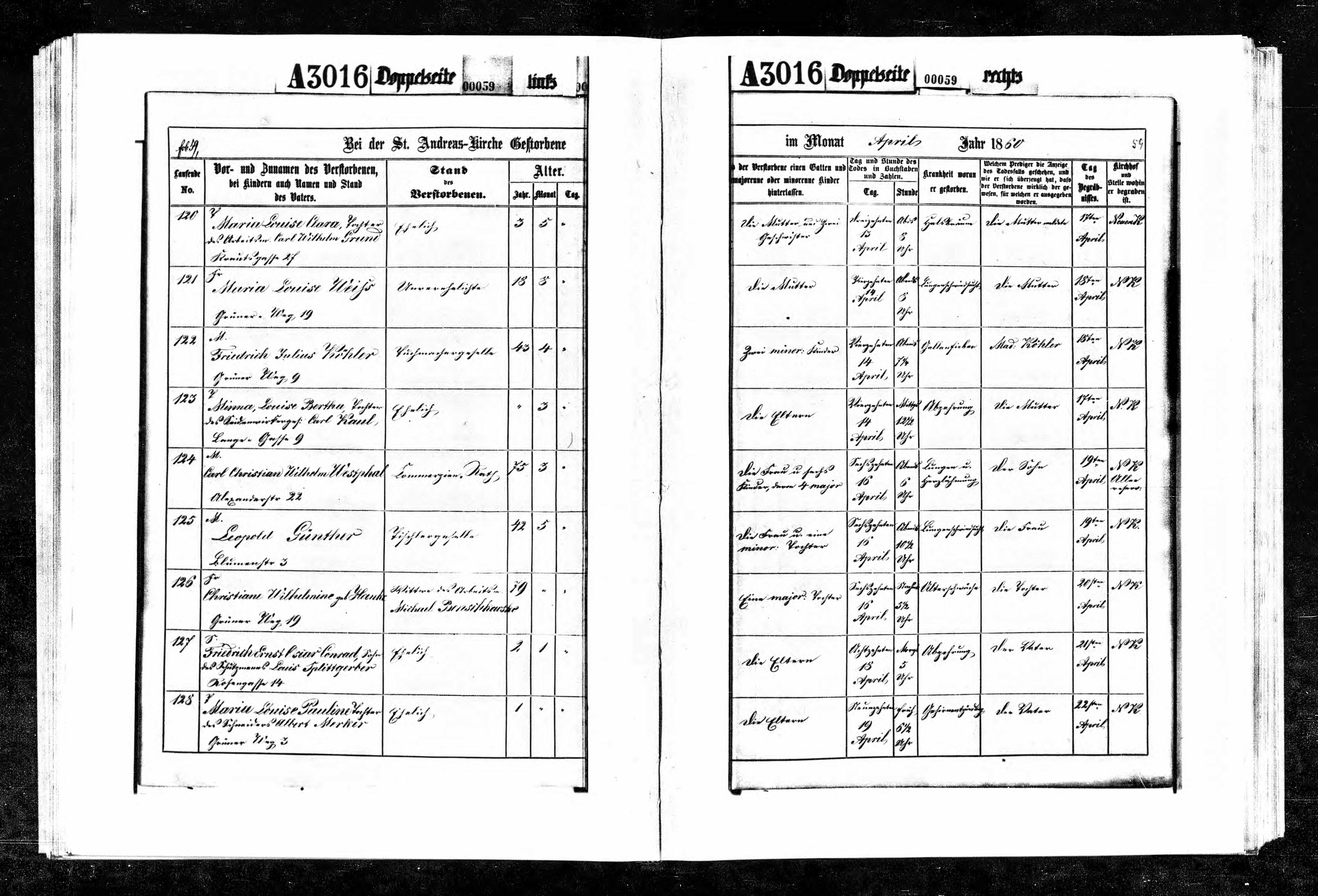
Sterbeurkunde Christian Carl Westphal

Christian Carl Westphal starb am 16. April 1860 im Alter von 76 Jahren in Berlin und wurde dort am 19. April 1860 auf dem Friedhof der St.-Andreaskirche bestattet.

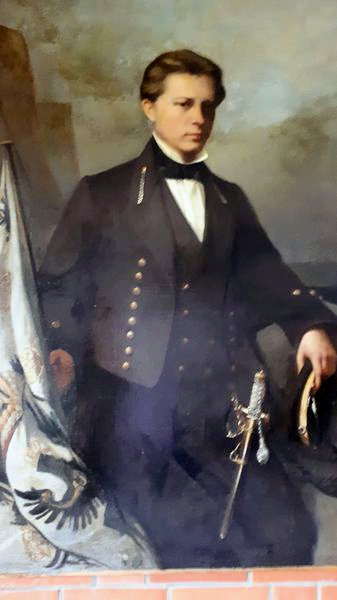
Sohn von Christian Carl Westphal

Sein Sohn Paul Clemens Julius Westphal wurde am 16. September 1859 zum Volontär-Cadett ernannt, am 1. Oktober 1859 kommandierte man ihn zum Seekadetten-Institut, wo er später zum Seekadett befördert wurde. Er diente ab Mai 1860 auf der Barbarossa und der Danzig, wo er am 30. Juni 1860 zum Fähnrich zur See ernannt wurde. Hier erhielt er auch die Reife zum Leutnant zur See. Am 15. September 1861 wurde er auf die Amazone kommandiert. Die Amazone war zu einer weiteren Ausbildungsfahrt mit Ziel Portugal ausgelaufen und geriet vor der niederländischen Küste in einen schweren Orkan. Das Schiff sank mit der gesamten Besatzung am 14. November 1861.
Den Toten wurde 1863 ein Denkmal im Berliner Invalidenpark gewidmet. Auf Bronzetafeln wurden 107 Besatzungsmitglieder aufgeführt. Das Denkmal wurde im Sommer 1951 entfernt.

## Beruflicher Werdegang

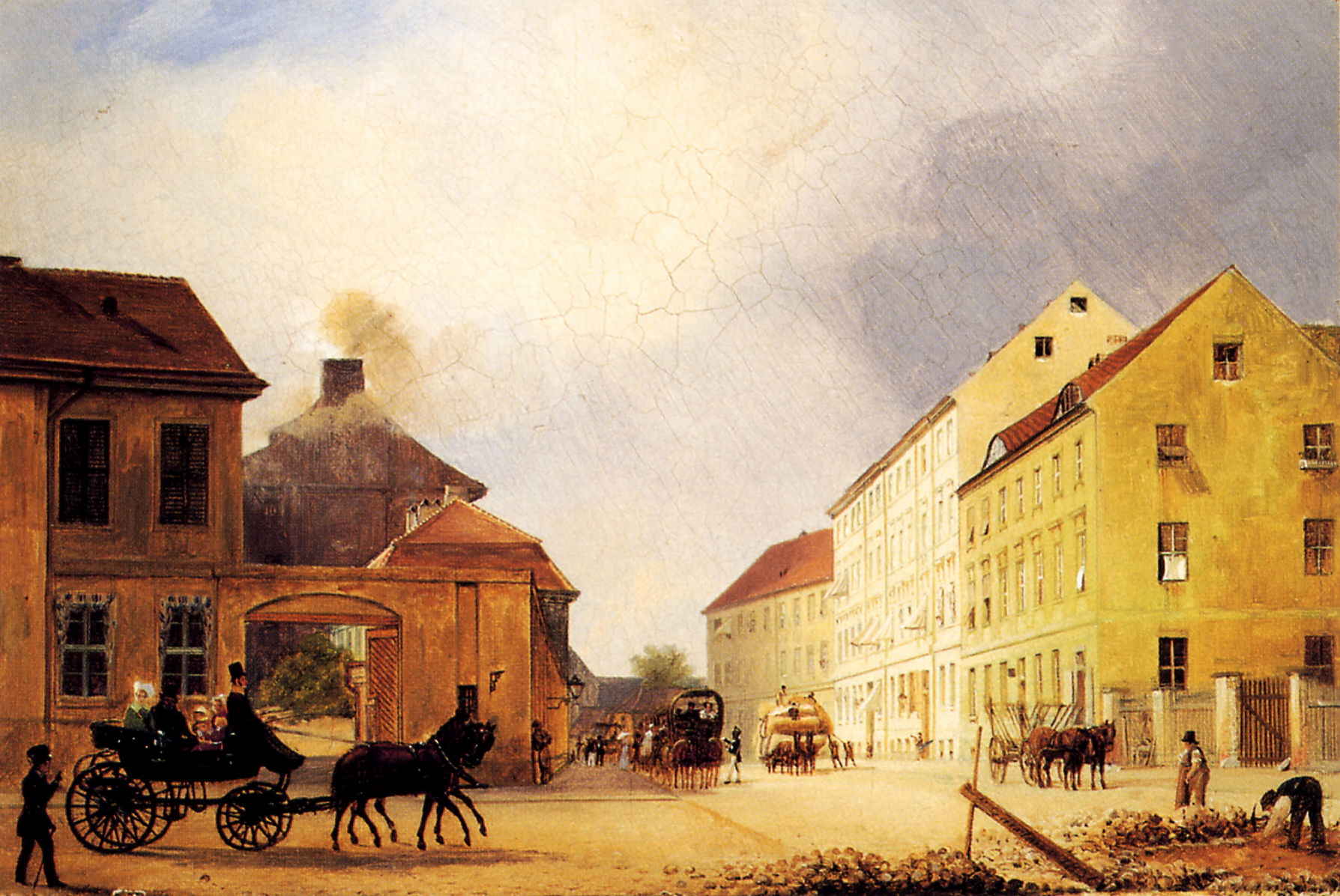
Alexanderstraße von der Ecke der Holzmarktstraße aus gesehen, 1836, Öl auf Leinwand, 17 × 24,5 cm, Eduard Gaertner

Westphal arbeitete als Kaufmann und Direktor des Wollgeschäfts der Königlich Preußischen Seehandlung. Am 3. August 1844 wurde er von König Friedrich Wilhelm IV. zum Kommerzienrat ernannt. In dieser Zeit war der Titel „Kommerzienrat“ noch sehr selten. Als der König ihn dazu ernannte, gab es außer ihm nur drei weitere Kommerzienräte in Berlin. Christian Carl Westphal erkannte aufgrund seiner langjährigen Erfahrung als Kaufmann bereits 1826, dass die heimische Wollindustrie vor einer tiefen Krise stand. Er war ausgewiesener Experte für die Wollsortierung und schrieb das Buch Anleitung zur Kenntniss der Schaafwolle und deren Sortirung. Er wandte sich mit seinen Befürchtungen und Analysen an Christian Rother, den damaligen Chef der Seehandlung und überzeugte ihn von seinem Plan, wie der drohenden Krise effektiv entgegenzuwirken wäre. Mit der Ära Christian Rother und seinem Industrialisierungsprogramm erreichte das in staatlichem Interesse stehende unternehmerische Engagement der Seehandlung seinen Höhepunkt. Die Notwendigkeit, Dringlichkeit und Machbarkeit der von Westphal vorgelegten Maßnahmen wurde von Christian Rother anerkannt. Christian Carl Westphal wurde nachfolgend zum Teilhaber des neu ins Leben gerufenen Wollankaufsgeschäfts der Seehandlung berufen. In diesem Zuge wurde er auch zum Leiter der Berliner Wollsortierungsanstalt bestellt. Die Führung der Seehandlung behielt sich zwar vor die Geschicke des Geschäfts endgültig zu bestimmen, übertrug Christian Carl Westphal aber die Leitung für den Ankauf der Wolle und die gesamte technische Direktion. Mit Beginn der 1840er Jahre galt die Königlich Preußische Seehandlung als der größte Arbeitgeber in Preußen. Von der Seehandlung gingen zu dieser Zeit vielfältige unternehmerischen Initiativen aus, die entscheidende Impulse für die gesamte Industrialisierung Preußens setzen konnte.

## Ehen und Nachkommen
| \| Adelhaid Flor (1797–1827) 1. Ehefrau \| Adelhaid Flor (1797–1827) 1. Ehefrau \| Adelhaid Flor (1797–1827) 1. Ehefrau \| Adelhaid Flor (1797–1827) 1. Ehefrau \| Adelhaid Flor (1797–1827) 1. Ehefrau \| Adelhaid Flor (1797–1827) 1. Ehefrau \| \| \| \| \| \| \| \| \| \| \| \| \| \| \| \| \| \| \| Christian Carl Westphal (1783–1860) preußischer Kaufmann und Kommerzienrat \| Christian Carl Westphal (1783–1860) preußischer Kaufmann und Kommerzienrat \| Christian Carl Westphal (1783–1860) preußischer Kaufmann und Kommerzienrat \| Christian Carl Westphal (1783–1860) preußischer Kaufmann und Kommerzienrat \| Christian Carl Westphal (1783–1860) preußischer Kaufmann und Kommerzienrat \| Christian Carl Westphal (1783–1860) preußischer Kaufmann und Kommerzienrat \| \| \| Dorothea Emilie Eleonore Schultze (1805–1877) 2. Ehefrau und Sängerin an der Berliner Oper \| Dorothea Emilie Eleonore Schultze (1805–1877) 2. Ehefrau und Sängerin an der Berliner Oper \| Dorothea Emilie Eleonore Schultze (1805–1877) 2. Ehefrau und Sängerin an der Berliner Oper \| Dorothea Emilie Eleonore Schultze (1805–1877) 2. Ehefrau und Sängerin an der Berliner Oper \| Dorothea Emilie Eleonore Schultze (1805–1877) 2. Ehefrau und Sängerin an der Berliner Oper \| Dorothea Emilie Eleonore Schultze (1805–1877) 2. Ehefrau und Sängerin an der Berliner Oper \| \| \| \| \| \| \| \| \| \| \| \| \| \| \| \| \| \| \| \| \| \| Adelhaid Flor (1797–1827) 1. Ehefrau \| Adelhaid Flor (1797–1827) 1. Ehefrau \| Adelhaid Flor (1797–1827) 1. Ehefrau \| Adelhaid Flor (1797–1827) 1. Ehefrau \| Adelhaid Flor (1797–1827) 1. Ehefrau \| Adelhaid Flor (1797–1827) 1. Ehefrau \| \| \| \| \| \| \| \| \| \| \| \| \| \| \| \| \| \| \| Christian Carl Westphal (1783–1860) preußischer Kaufmann und Kommerzienrat \| Christian Carl Westphal (1783–1860) preußischer Kaufmann und Kommerzienrat \| Christian Carl Westphal (1783–1860) preußischer Kaufmann und Kommerzienrat \| Christian Carl Westphal (1783–1860) preußischer Kaufmann und Kommerzienrat \| Christian Carl Westphal (1783–1860) preußischer Kaufmann und Kommerzienrat \| Christian Carl Westphal (1783–1860) preußischer Kaufmann und Kommerzienrat \| \| \| Dorothea Emilie Eleonore Schultze (1805–1877) 2. Ehefrau und Sängerin an der Berliner Oper \| Dorothea Emilie Eleonore Schultze (1805–1877) 2. Ehefrau und Sängerin an der Berliner Oper \| Dorothea Emilie Eleonore Schultze (1805–1877) 2. Ehefrau und Sängerin an der Berliner Oper \| Dorothea Emilie Eleonore Schultze (1805–1877) 2. Ehefrau und Sängerin an der Berliner Oper \| Dorothea Emilie Eleonore Schultze (1805–1877) 2. Ehefrau und Sängerin an der Berliner Oper \| Dorothea Emilie Eleonore Schultze (1805–1877) 2. Ehefrau und Sängerin an der Berliner Oper \| \| \| \| \| \| \| \| \| \| \| \| \| \| \| \| \| \| \| \| \| \| \| \| \| \| \| \| \| \| \| \| \| \| \| \| \| \| \| \| \| \| \| \| \| \| \| \| \| \| \| \| \| \| \| \| \| \| \| \| \| \| \| \| \| \| \| \| \| \| \| \| \| \| \| \| \| \| \| \| \| \| \| \| \| \| \| \| \| \| \| \| \| \| \| \| \| \| \| \| \| \| \| \| \| \| \| \| \| \| \| \| \| \| \| \| \| \| \| \| \| \| \| \| \| \| \| \| \| \| \| \| \| \| \| \| \| \| \| \| \| \| \| \| Carl Friedrich Heinrich Westphal (1823–1882) \| Carl Friedrich Heinrich Westphal (1823–1882) \| Carl Friedrich Heinrich Westphal (1823–1882) \| Carl Friedrich Heinrich Westphal (1823–1882) \| Carl Friedrich Heinrich Westphal (1823–1882) \| Carl Friedrich Heinrich Westphal (1823–1882) \| \| \| Maria Dorothee Adelaide Westphal (1831–1896) \| Maria Dorothee Adelaide Westphal (1831–1896) \| Maria Dorothee Adelaide Westphal (1831–1896) \| Maria Dorothee Adelaide Westphal (1831–1896) \| Maria Dorothee Adelaide Westphal (1831–1896) \| Maria Dorothee Adelaide Westphal (1831–1896) \| \| \| Emilie Margarethe Elisabeth Westphal (1833–1893) \| Emilie Margarethe Elisabeth Westphal (1833–1893) \| Emilie Margarethe Elisabeth Westphal (1833–1893) \| Emilie Margarethe Elisabeth Westphal (1833–1893) \| Emilie Margarethe Elisabeth Westphal (1833–1893) \| Emilie Margarethe Elisabeth Westphal (1833–1893) \| \| \| Christian Gottlieb Oskar Westphal (1835–1881) \| Christian Gottlieb Oskar Westphal (1835–1881) \| Christian Gottlieb Oskar Westphal (1835–1881) \| Christian Gottlieb Oskar Westphal (1835–1881) \| Christian Gottlieb Oskar Westphal (1835–1881) \| Christian Gottlieb Oskar Westphal (1835–1881) \| \| \| Anna Clara Henriette Westphal (1837–1839) \| Anna Clara Henriette Westphal (1837–1839) \| Anna Clara Henriette Westphal (1837–1839) \| Anna Clara Henriette Westphal (1837–1839) \| Anna Clara Henriette Westphal (1837–1839) \| Anna Clara Henriette Westphal (1837–1839) \| \| \| Paul Clemens Julius Westphal (1840–1861) \| Paul Clemens Julius Westphal (1840–1861) \| Paul Clemens Julius Westphal (1840–1861) \| Paul Clemens Julius Westphal (1840–1861) \| Paul Clemens Julius Westphal (1840–1861) \| Paul Clemens Julius Westphal (1840–1861) \| \| \| Christian Karl Georg Westphal (1843–1903) \| Christian Karl Georg Westphal (1843–1903) \| Christian Karl Georg Westphal (1843–1903) \| Christian Karl Georg Westphal (1843–1903) \| Christian Karl Georg Westphal (1843–1903) \| Christian Karl Georg Westphal (1843–1903) \| |                                      |                                      |                                      |                                              |                                              |                                              |                                              |                                              |                                              |  |  |                                              |                                              |                                              |                                              |                                              |                                              |  |  |                                                  |                                                  |                                                  |                                                  |                                                                            |                                                                            |                                                                            |                                                                            |                                                                            |                                                                            |                                               |                                               |                                                                                            |                                                                                            |                                                                                            |                                                                                            |                                                                                            |                                                                                            |                                           |                                           |                                           |                                           |  |  |                                          |                                          |                                          |                                          |                                          |                                          |  |  |                                           |                                           |                                           |                                           |                                           |                                           |
| Adelhaid Flor (1797–1827) 1. Ehefrau | Adelhaid Flor (1797–1827) 1. Ehefrau | Adelhaid Flor (1797–1827) 1. Ehefrau | Adelhaid Flor (1797–1827) 1. Ehefrau | Adelhaid Flor (1797–1827) 1. Ehefrau         | Adelhaid Flor (1797–1827) 1. Ehefrau         |                                              |                                              |                                              |                                              |  |  |                                              |                                              |                                              |                                              |                                              |                                              |  |  |                                                  |                                                  |                                                  |                                                  | Christian Carl Westphal (1783–1860) preußischer Kaufmann und Kommerzienrat | Christian Carl Westphal (1783–1860) preußischer Kaufmann und Kommerzienrat | Christian Carl Westphal (1783–1860) preußischer Kaufmann und Kommerzienrat | Christian Carl Westphal (1783–1860) preußischer Kaufmann und Kommerzienrat | Christian Carl Westphal (1783–1860) preußischer Kaufmann und Kommerzienrat | Christian Carl Westphal (1783–1860) preußischer Kaufmann und Kommerzienrat |                                               |                                               | Dorothea Emilie Eleonore Schultze (1805–1877) 2. Ehefrau und Sängerin an der Berliner Oper | Dorothea Emilie Eleonore Schultze (1805–1877) 2. Ehefrau und Sängerin an der Berliner Oper | Dorothea Emilie Eleonore Schultze (1805–1877) 2. Ehefrau und Sängerin an der Berliner Oper | Dorothea Emilie Eleonore Schultze (1805–1877) 2. Ehefrau und Sängerin an der Berliner Oper | Dorothea Emilie Eleonore Schultze (1805–1877) 2. Ehefrau und Sängerin an der Berliner Oper | Dorothea Emilie Eleonore Schultze (1805–1877) 2. Ehefrau und Sängerin an der Berliner Oper |                                           |                                           |                                           |                                           |  |  |                                          |                                          |                                          |                                          |                                          |                                          |  |  |                                           |                                           |                                           |                                           |                                           |                                           |
| Adelhaid Flor (1797–1827) 1. Ehefrau | Adelhaid Flor (1797–1827) 1. Ehefrau | Adelhaid Flor (1797–1827) 1. Ehefrau | Adelhaid Flor (1797–1827) 1. Ehefrau | Adelhaid Flor (1797–1827) 1. Ehefrau         | Adelhaid Flor (1797–1827) 1. Ehefrau         |                                              |                                              |                                              |                                              |  |  |                                              |                                              |                                              |                                              |                                              |                                              |  |  |                                                  |                                                  |                                                  |                                                  | Christian Carl Westphal (1783–1860) preußischer Kaufmann und Kommerzienrat | Christian Carl Westphal (1783–1860) preußischer Kaufmann und Kommerzienrat | Christian Carl Westphal (1783–1860) preußischer Kaufmann und Kommerzienrat | Christian Carl Westphal (1783–1860) preußischer Kaufmann und Kommerzienrat | Christian Carl Westphal (1783–1860) preußischer Kaufmann und Kommerzienrat | Christian Carl Westphal (1783–1860) preußischer Kaufmann und Kommerzienrat |                                               |                                               | Dorothea Emilie Eleonore Schultze (1805–1877) 2. Ehefrau und Sängerin an der Berliner Oper | Dorothea Emilie Eleonore Schultze (1805–1877) 2. Ehefrau und Sängerin an der Berliner Oper | Dorothea Emilie Eleonore Schultze (1805–1877) 2. Ehefrau und Sängerin an der Berliner Oper | Dorothea Emilie Eleonore Schultze (1805–1877) 2. Ehefrau und Sängerin an der Berliner Oper | Dorothea Emilie Eleonore Schultze (1805–1877) 2. Ehefrau und Sängerin an der Berliner Oper | Dorothea Emilie Eleonore Schultze (1805–1877) 2. Ehefrau und Sängerin an der Berliner Oper |                                           |                                           |                                           |                                           |  |  |                                          |                                          |                                          |                                          |                                          |                                          |  |  |                                           |                                           |                                           |                                           |                                           |                                           |
| |                                      |                                      |                                      |                                              |                                              |                                              |                                              |                                              |                                              |  |  |                                              |                                              |                                              |                                              |                                              |                                              |  |  |                                                  |                                                  |                                                  |                                                  |                                                                            |                                                                            |                                                                            |                                                                            |                                                                            |                                                                            |                                               |                                               |                                                                                            |                                                                                            |                                                                                            |                                                                                            |                                                                                            |                                                                                            |                                           |                                           |                                           |                                           |  |  |                                          |                                          |                                          |                                          |                                          |                                          |  |  |                                           |                                           |                                           |                                           |                                           |                                           |
| |                                      |                                      |                                      |                                              |                                              |                                              |                                              |                                              |                                              |  |  |                                              |                                              |                                              |                                              |                                              |                                              |  |  |                                                  |                                                  |                                                  |                                                  |                                                                            |                                                                            |                                                                            |                                                                            |                                                                            |                                                                            |                                               |                                               |                                                                                            |                                                                                            |                                                                                            |                                                                                            |                                                                                            |                                                                                            |                                           |                                           |                                           |                                           |  |  |                                          |                                          |                                          |                                          |                                          |                                          |  |  |                                           |                                           |                                           |                                           |                                           |                                           |
| |                                      |                                      |                                      | Carl Friedrich Heinrich Westphal (1823–1882) | Carl Friedrich Heinrich Westphal (1823–1882) | Carl Friedrich Heinrich Westphal (1823–1882) | Carl Friedrich Heinrich Westphal (1823–1882) | Carl Friedrich Heinrich Westphal (1823–1882) | Carl Friedrich Heinrich Westphal (1823–1882) |  |  | Maria Dorothee Adelaide Westphal (1831–1896) | Maria Dorothee Adelaide Westphal (1831–1896) | Maria Dorothee Adelaide Westphal (1831–1896) | Maria Dorothee Adelaide Westphal (1831–1896) | Maria Dorothee Adelaide Westphal (1831–1896) | Maria Dorothee Adelaide Westphal (1831–1896) |  |  | Emilie Margarethe Elisabeth Westphal (1833–1893) | Emilie Margarethe Elisabeth Westphal (1833–1893) | Emilie Margarethe Elisabeth Westphal (1833–1893) | Emilie Margarethe Elisabeth Westphal (1833–1893) | Emilie Margarethe Elisabeth Westphal (1833–1893)                           | Emilie Margarethe Elisabeth Westphal (1833–1893)                           |                                                                            |                                                                            | Christian Gottlieb Oskar Westphal (1835–1881)                              | Christian Gottlieb Oskar Westphal (1835–1881)                              | Christian Gottlieb Oskar Westphal (1835–1881) | Christian Gottlieb Oskar Westphal (1835–1881) | Christian Gottlieb Oskar Westphal (1835–1881)                                              | Christian Gottlieb Oskar Westphal (1835–1881)                                              |                                                                                            |                                                                                            | Anna Clara Henriette Westphal (1837–1839)                                                  | Anna Clara Henriette Westphal (1837–1839)                                                  | Anna Clara Henriette Westphal (1837–1839) | Anna Clara Henriette Westphal (1837–1839) | Anna Clara Henriette Westphal (1837–1839) | Anna Clara Henriette Westphal (1837–1839) |  |  | Paul Clemens Julius Westphal (1840–1861) | Paul Clemens Julius Westphal (1840–1861) | Paul Clemens Julius Westphal (1840–1861) | Paul Clemens Julius Westphal (1840–1861) | Paul Clemens Julius Westphal (1840–1861) | Paul Clemens Julius Westphal (1840–1861) |  |  | Christian Karl Georg Westphal (1843–1903) | Christian Karl Georg Westphal (1843–1903) | Christian Karl Georg Westphal (1843–1903) | Christian Karl Georg Westphal (1843–1903) | Christian Karl Georg Westphal (1843–1903) | Christian Karl Georg Westphal (1843–1903) |